# پیتر پیتراس
پیتر پیتراس (انگلیسی: Peter Pietras; ۲۱ آوریل ۱۹۰۸ – آوریل ۱۹۹۳) بازیکن فوتبال اهل ایالات متحده آمریکا بود.
وی همچنین در تیم ملی فوتبال ایالات متحده آمریکا بازی کرده‌است.